# میککو لپپیلامپی
میکْکو لپْپیلامْپی (انگلیسی: Mikko Leppilampi؛ زادهٔ ۲۲ سپتامبر ۱۹۷۸) بازیگر و موسیقی‌دان اهل فنلاند است.